# Mandarin Oriental (Санья)
Mandarin Oriental Sanya (кит. упр. 三亚文华东方酒店; кит. трад. 三亞文華東方酒店) — гостиница в Санье на юго-восточном побережье острова Хайнань, Китай. Отель с 296 номерами был открыт в 2009 году под управлением Mandarin Oriental Hotel Group. В отеле 10 ресторанов и баров, а также спа-центр площадью 3200 м2.

## Локация
Иногда называемый китайскими «Гавайями», отель Mandarin Oriental заслужил репутацию ведущего туристического направления. До международного аэропорта Феникс можно добраться из множества крупных городов Китая, включая Шэньчжэнь, Гуанчжоу, Пекин, Шанхай, Сиань и Куньмин, а также по ряду международных направлений.

## Описание
Отель Mandarin Oriental в Санье расположен на берегу Корал-Бэй и занимает 30 акров (12 га) земли. С большей части территории открывается вид на Южно-Китайское море.
Отель содержит 297 номеров, включая несколько двухуровневых вилл, в каждой из которых есть специальные услуги хозяина и пейзажные бассейны. На территории отеля расположено три бассейна: VISTA, ACTIVO и TRANQUILLO, каждый из которых предлагает плавание на коленях, развлекательные мероприятия и тишину.
На территории отеля также расположена курортная деревня со спа-центром и спортивной секцией, где Шаолинь цюань преподаёт гостям Тайцзицюань по утрам. Также доступны занятия йогой и цигуном.
В отеле работают 10 ресторанов и баров, включая ресторан морепродуктов Fresh и бар MOBlue с сигарами и виски.

### Спа-центр
Спа-центр занимает площадь 3200 м2, в нём расположено 18 процедурных кабинетов с собственным паровым душем и ванной под открытым небом. В помещении лицензированный врач занимается традиционной китайской медициной.

### Рестораны и бары[4]
- Fresh: ресторан морепродуктов на берегу моря.
- Pavilion: ресторан у бассейна, где подают блюда средиземноморской и азиатской кухни по меню.
- Yi Yang: ресторан высшего класса, предлагающий кантонское меню.
- Wave: ресторан и бар у бассейна.
- Sunset Bar: место для коктейлей с видом на Корал-Бэй.
- Phoenix Tea House: чайная, предлагающий более 100 сортов чая.
- Mee & Mian: лапшичная, расположенная недалеко от пляжа.
- MO Blues: лаунж, предлагающий меню из виски, вин и сигар.
- Breeze: лобби-лаунж со сладостями и разнообразными напитками.
- The Cliff: частная столовая для гостей вилл.